# Natelizm
Natelizm – rodzaj stosunku płciowego, podczas którego wykorzystywane są pośladki, np. poprzez ruchy członka pomiędzy nimi.